# 徐静蕾
徐静蕾（1974年4月16日—），生于北京市，中国大陆女演员、导演，毕业于北京电影学院表演系，与周迅、赵薇和章子怡并称中國四大花旦。

## 生平

### 背景
徐靜蕾在北京出生，有一弟弟徐新宇。父亲徐子建曾在北京灯泡厂工作，80年代下海创办北京长城霓虹灯厂。母亲于淑荣在北京化工厂工作，年轻时是厂文艺宣传队的主力。祖父徐成沄原是国民党军医，参加过淞沪抗战，国共内战期间加入共产党，曾为刘伯承医治眼睛，1949年后任重庆市卫生系统领导。徐家祖籍湖北，徐靜蕾曾祖父15岁从湖北武汉蔡甸徐湾迁往湖南湘潭，后成为英国怡和船运公司的买办，家族产业在当地盛极一时，直到经商失败，家族败落。抗日战争爆发后，家族中有11人先后参加抗战，军阶最高者为国民党陆军中将徐旨乾。
徐靜蕾毕业于北京新源里第四小學，因在市少年宫书法班学习，以書法專長被保送進北京朝陽區北京市第八十中學。其後，一直以學美術為目標的她報考了中央戲劇學院舞美系化妝專業，但沒有錄取，復讀一年後，1993年考入北京電影學院表演系。2003年起，徐静蕾成为北京电影学院表演系教师。

### 事业
徐静蕾以出演电视剧《同桌的你》（1996）出道，以《一場風花雪月的事》（1997）及大陸首部偶像劇《将爱情进行到底》（1998）走红。2000年出演香港亚视电视剧《世纪之战》。她以电影《我愛你》（2001）獲得華表獎最佳新人、《開往春天的地鐵》（2001）獲百花獎最佳女主角、《我的美麗鄉愁》（2001）獲金雞獎最佳女配角，后亦拍摄《伤城》（2006）、《投名状》（2007）、《新宿事件》（2008）、《将爱情进行到底》（2010）等商业电影。
徐静蕾是中國演而優則導的典範。2002年，她成立影视公司「溢念」，首次自导自演《我和爸爸》，成为中国第一部独立出品电影并獲金雞獎最佳處女作，后憑藉执导的《一個陌生女人的來信》获得2004年第52屆西班牙聖塞巴斯蒂安國際電影節最佳導演銀貝殼獎。2006年，徐静蕾自导自演了王朔编剧的《梦想照进现实》，兩人後再次合作《有一个地方只有我们知道》（2015），為當時得令的吴亦凡歸國發展後首部電影。另外，由徐靜蕾執導，和黄立行共同主演的《杜拉拉升職記》（2010）在中國大陸票房突破一億，令她成為大陸首個票房破億的女導演。她此后又和黃立行合作了《亲密敌人》（2011）和《绑架者》（2017）两部电影。
徐靜蕾在演藝圈一向多觸角發展，有「才女」之称。2005年底，徐静蕾开设博客，访问量一度排名全球第一，被称为“博客女王”。2006年3月，成立北京鲜花盛开影业有限公司，集艺人经纪、影视制作、文化活动为一体，后创立「鲜花村」网站和電子雜誌《開啦》，但网站运营半年后关闭。2007年，徐静蕾與方正公司合作，將其書法字跡開發為電腦字庫系統，稱為「方正靜蕾簡體」。2008年，成立北京鮮花盛開網絡科技有限公司，独立负责電子雜誌业务，除《開啦》外，还增開《開啦街拍》（2008年）和《開啦職場》（2009年）系列雜誌，2011年全部停刊。
2011年自导自演《亲密敌人》后，徐静蕾减产并转为低调，重心移至经纪和幕后工作。2012年，赴美国纽约大学留学半年。2013-2015年旅居港台，日本，美国，法国等地。2017年起常住美国加州。

## 个人生活
1994-2004年，與作家王朔交往，传中间曾因音乐人三宝的出现，离开王朔3年。
2005年7月，徐静蕾在北京被拍到与高圆圆男友张亚东亲密照。2006年初，高圆圆宣布与张亚东分手。2006年2月，徐静蕾在北京被拍到同一天内秘会张亚东和黄觉两人。此后徐静蕾與黄觉交往，2010年分手。
2010年起，徐静蕾和黄立行交往。
2011年，徐静蕾和成龙被拍到在车内激吻，但女方回应称是“告别吻”。
2019年，徐靜蕾好友、媒體人劉春在微博祝其「新婚快樂」，但事後雙方稱是玩笑，否認徐靜蕾已婚。

## 争议

### 籍贯之争
徐静蕾户口本籍贯是湖南娄底双峰县，但徐静蕾的父亲徐子建出生在湖南湘潭，三岁时随家人迁到双峰县居住，因此在徐静蕾成名后曾引发两地的籍贯之争。

### 冻卵代孕争议
徐静蕾2013年在美國凍了9顆卵子，於2017年上節目《圓桌女生派》妇女节特辑時，曾表示未來可能會找代理孕母，称：「这很正常，我身边很多人这样，双胞胎、三胞胎全都有，很多很多……」当时，徐靜蕾未婚冻卵被认为是独立女性楷模，代孕言论亦未引发回响，但2021年因鄭爽代孕弃养風波，徐静蕾的言论被再次翻出，引发网络挞伐，指她剥削女性。她對此在Instagram回應：「說吧，嘴長別人臉上。」

## 影视作品

### 電影
| 年份   | 片名                   | 角色       | 职务             | 导演          | 合作演员                                                                                   |
| 1996年 | 一夜富贵/横财险路      |            | 演员             | 刘晓光        | 林保怡、钱嘉乐                                                                             |
| 1996年 | 忽然丈夫               |            | 演员             | 刘晓光        | 于荣光、陈展鹏                                                                             |
| 1997年 | 爱情麻辣烫             |            | 演员             | 张 扬         | 高圆圆、邵兵、徐帆                                                                         |
| 1997年 | 我的爱对你说           |            | 演员             | 刘晓光        | 于荣光、陈鹏                                                                               |
| 1997年 | 風雲之雄霸天下         | 凤 舞      | 演员             | 刘伟强        | 王志文、郭富城、杨恭如、郑伊健                                                             |
| 2001年 | 开往春天的地铁         |            | 演员             | 张一白        | 耿乐、高圆圆、柯蓝                                                                         |
| 2001年 | 花眼                   |            | 演员             | 李 欣         | 王学兵、李涓、梅婷                                                                         |
| 2001年 | 我爱你                 |            | 演员             | 张 元         | 佟大为、王学兵、潘娟                                                                       |
| 2001年 | 我的美丽乡愁/南雁北飞  |            | 演员             | 俞 中         | 刘璇、陈晓东、崔林                                                                         |
| 2002年 | 我和爸爸               | 小鱼       | 演员、导演       |               | 叶大鹰、张元、姜文                                                                         |
| 2003年 | 最后的爱，最初的爱     |            | 演员             | 当摩寿史      | 董洁、陈柏霖、渡部笃郎                                                                     |
| 2003年 | 兄弟                   |            | 演员             | 唐洪根        | 陆毅、柯受良                                                                               |
| 2003年 | 双雄                   | 卓 敏      | 演员             | 陈木胜        | 黎明、吴镇宇、郑伊健                                                                       |
| 2004年 | 一个陌生女人的来信     | 女 人      | 演员、导演、编剧 |               | 姜文、黄觉、林园                                                                           |
| 2006年 | 梦想照进现实           |            | 演员、导演       |               | 韩童生、贺鹏                                                                               |
| 2006年 | 傷城                   | 周淑珍     | 演员             | 劉偉強 麥兆輝 | 金城武、梁朝偉、舒淇                                                                       |
| 2007年 | 投名狀                 | 蓮 生      | 演员             | 陳可辛        | 刘德华、李连杰、金城武                                                                     |
| 2008年 | 新宿事件               | 秀 秀      | 演员             | 尔冬陞        | 成龙、竹中直人、吴彦祖                                                                     |
| 2008年 | 告别的时代             |            |                  |               | 苏见信                                                                                     |
| 2009年 | 杜拉拉升职记           | 杜拉拉     | 演员、导演       |               | 莫文蔚、吴佩慈、黄立行、李艾                                                               |
| 2010年 | 将爱情进行到底         | 文慧       | 演员             | 张一白        | 李亚鹏、王学兵、杜汶泽、何洁、陈明                                                         |
| 2011年 | 亲密敌人               | 艾米       | 演员、导演       |               | 黄立行、李治廷、梁咏琪、钟丽缇、王敏德、赵宝刚、刘仪伟、苏小明、李艾、林园、陈奂仁、尹子维 |
| 2013年 | 越來越好之村晚         |            | 演员             | 张一白        | 郭富城、梁家輝、王寶強、王珞丹、吳君如、黃覺                                               |
| 2014年 | 觸不可及               | 林月穎     | 演员             | 赵宝刚        | 孙红雷、方中信、桂纶镁                                                                     |
| 2015年 | 有一个地方只有我们知道 | 陳蘭心     | 演员、导演       |               | 吴亦凡、王丽坤                                                                             |
| 2017年 | 绑架者                 |            | 演员、导演       |               | 白百何、黄立行、明道、李玖哲                                                               |
| 2017年 | 记忆大师               | 张代晨     | 演员             | 陈正道        | 黄渤、段奕宏 、杨子姗                                                                      |
| 2018年 | 低壓槽                 | 宮田惠美子 | 演员             | 張家輝        | 張家輝、何炅                                                                               |

### 电视剧
| 首播年份 | 剧名             | 角色         | 职务 |
| 1996年   | 同桌的你         |              | 演员 |
| 1996年   | 新言情时代       |              | 演员 |
| 1996年   | 北京爱情故事     |              | 演员 |
| 1997年   | 一场风花雪月的事 | 吕月月       | 演员 |
| 1998年   | 将爱情进行到底   | 文慧         | 演员 |
| 1998年   | 龙堂             |              | 演员 |
| 1998年   | 霹雳菩萨         | 阿得         | 演员 |
| 1999年   | 财神到           | 小玉         | 演员 |
| 1999年   | 情书             |              | 演员 |
| 2000年   | 世紀之戰         | 阮少梅／少菊 | 演员 |
| 2000年   | 让爱作主         |              | 演员 |
| 2000年   | 旅〝奥〞一家人   |              | 演员 |
| 2000年   | 堆积情感         | 张 健        | 演员 |
| 2001年   | 天空下的缘份     |              | 演员 |
| 2004年   | 豆蔻年华         |              | 演员 |
| 2009年   | 再过把瘾         |              | 监制 |

### 話劇
- 1993年：《暗戀桃花源》
- 1994年：《我爱XXX》

### 配音
| 年分   | 片名                               | 职务     | 导演   |
| 2006年 | 宮崎駿動畫片魔法公主               | 配音演员 |        |
| 2006年 | 迪士尼動畫片《汽車總動員（Cars）》 | 配音演员 |        |
| 2007年 | 我的藍莓夜                         | 配音演员 | 王家卫 |
| 2011年 | 鳥類紀錄片《天賜》                 | 配音演员 |        |

### 執導MV
- 「快樂女聲」全國十强主題曲《唱得響亮》

### 電子雜誌
- 《開啦》[31]
  - 创刊日期：2007年4月16日
  - 出版周期：月刊（每月5日上线，逢周末顺延至周一）
  - 内容：综合性高端生活杂志

- 《開啦街拍》[31]
  - 创刊日期：2008年5月12日
  - 出版周期：月刊（每月15日上线，逢周末顺延至周一）
  - 内容：全球性街拍+潮流资讯类电子杂志

- 《開啦職場》[31]
  - 创刊日期：2009年2月25日
  - 出版周期：月刊（每月25日上线，逢周末顺延至周一）
  - 内容：上班族感兴趣的各种事

## 獎項與榮譽
- 1998年
  - 第3届大学生最受欢迎的当代女星
  - 《新周刊》十大惊艳
- 1999年
  - 第7届电影表演学会奖
  - 《大众电视》“青春之星”
- 2000年
  - e龙-CCTV奥运网站 形象特使
- 2001年
  - 中国妇女活动中心 荣誉健康大使
  - 中国儿童青年基金会安康计划西部行 形象大使
  - 首届中国大学生电视节最受欢迎的女演员（《开往春天的地铁》）
- 2002年
  - 第9届北京大学生电影节“最受大学生欢迎的女演员”
  - 首届北京大学生女生节形象大使
  - 《成都日报》读者和《激动网》网友评选为“最佳公众形象女明星”
  - 申江服务导报杯电影观众奖的评选活动中，荣获“最佳国产片女演员奖”
  - 《新周刊》评为“她世纪代言人”
- 2003年
  - 华语电影传媒大奖内地最受欢迎女演员
  - 第9届中国电影华表奖最佳新人奖（《我爱你》）
  - 第26届大众电影百花奖最佳女主角奖（《开往春天的地铁》）
  - 第23届中国电影金鸡奖最佳女配角奖（《我的美丽乡愁》）
  - 第23届中国电影金鸡奖最佳导演处女作奖（《我和爸爸》）
- 2004年
  - 第4届华语电影传媒大奖最佳编剧、最佳新导演、内地最受欢迎女演员奖（《我和爸爸》）
  - 第52届圣塞巴斯蒂安国际电影节最佳导演(银贝壳)奖（《一个陌生女人的来信》）
- 2007年
  - 第17屆北京大學生電影節最受大學生歡迎導演
  - 香港專業電影攝影師學會（HKSC）專業電影攝影師眼中最具魅力女演員
- 2010年 
  - 第3屆公眾形像滿意度調查華鼎獎年度中國影視最佳表現女導演獎
  - 第6屆中美電影節最佳導演獎（《杜拉拉升職記》）
  - 中國時尚大典年度時尚女明星
  - 時尚COSMO年度女性盛典年度導演
- 2011年
  - 第2屆中國電影導演協會年度青年導演獎（《杜拉拉升職記》）
  - 第5屆真維斯娛樂大典年度最具影響力電影女演員
  - 第6屆騰訊星光大典年度導演獎

## 公益事业
- 2006年1月，出任中国狮子联会“爱心形象大使”。
- 2006年6月，成立徐静蕾文化基金，并为基金第一个项目——北京盲人学校盲文图书馆揭幕。电影《梦想照进现实》每张售出的电影票都捐出一元钱到基金，用于公益事业。
- 2007年11月，支持为中国搜集笑容的笑笑团，写博客帮他们宣传造势。
- 2009年10月，担任2010上海世博会上海企业联合馆“蝴蝶教授”角色。